# Formostenus burmensis
Formostenus burmensis là một loài tò vò trong họ Ichneumonidae.